# Heinrich Bierling
Heinrich „Heini“ Bierling (* 23. August 1930 in Hechendorf; † 30. Januar 1967 in Murnau am Staffelsee) war ein deutscher Skirennläufer.

## Karriere
Heinrich Bierling nahm an den Olympischen Winterspielen 1952 in Oslo teil. Im Slalomrennen schied er nach dem ersten Lauf aus und belegte in der Gesamtwertung den 44. Platz. In Vorbereitung auf die Münchner Skimeisterschaften 1967 stürzte Bierling im Training und verletzte sich schwer. Er war fortan gelähmt und starb drei Wochen später im Alter von nur 36 Jahren.